# Paulette Brupbacher
Paulette Brupbacher (Pinsk (Gouvernement Minsk), 16 januari 1880 - Unterendingen, 31 december 1967) was een Russisch-Zwitserse arts.

## Biografie
Paulette Brupbacher was twee keer gehuwd, een eerste maal met Abraham Goutzait en een tweede maal in 1924 met Fritz Brupbacher. Ze studeerde vanaf 1902 letteren aan de Universiteit van Bern en behaalde daar in 1907 een doctoraat getiteld Die Bodenreform. Vervolgens studeerde ze geneeskunde in Genève. In 1923 vestigde Brupbacher zich in Zürich, waar ze samen met haar tweede echtgenoot een dokterskabinet opstartte. Haar medische activiteiten koppelde ze aan een politiek engagement toen ze pleitte voor anticonceptie, het recht op abortus en de vrouwenemancipatie. In 1952 trok ze naar Israël, waar ze woonde op een kibboets in Tel Aviv. De laatste jaren van haar leven bracht ze opnieuw door in Zwitserland, waar ze overleed in 1967.

## Werken
- (de)  Die Bodenreform, 1907.
- (de)  Rationalisierung und Hygiene, 1932.
- (de)  Sexualfrage und Geburtenregelung, 1936.
- (de)  Redeverbot in den Kantonen Solothurn und Glarus, 1935.
- (de)  Meine Patientinnen, 1953.
- (de)  Hygiene für Jedermann, 1955.